# Ōkuchi
Ōkuchi (japanisch 大口市, -shi) war eine Stadt in der Präfektur Kagoshima in Japan.

## Geschichte
Ōkuchi wurde am 1. April 1954 gegründet. Am 1. November 2008 wurde die Stadt mit Hishikari (菱刈町, -chō) im Landkreis Isa zur neuen Stadt Isa zusammengelegt. Der Landkreis Isa wurde daraufhin aufgelöst.

## Verkehr
- Straßen:
  - Nationalstraße 267, 268, 328, 447

## Söhne und Töchter
- Kaionji Chōgorō (1901–1977), Schriftsteller

## Angrenzende Städte und Gemeinden
- Izumi
- Ebino
- Hitoyoshi
- Minamata